# Тартаковский, Дмитрий Фёдорович
Дмитрий Фёдорович Тартаковский (род. 1930, Ленинград) — советский и российский инженер-электромеханик, учёный в области метрологии, заслуженный деятель науки и техники РСФСР.

## Биография
Окончил в 1953-м году Ленинградский институт точной механики и оптики по специальности «Электромеханические приборы». По окончании института работал на 
Витебском заводе электроизмерительных приборов в должностях от мастера бригады слесарей-сборщиков до начальника заводского отдела технического контроля. В 1956 года переехал во Львов, где три года работал ведущим инженером в КБ «Термоприбор», разработал ряд нормативно-технических документов по средств измерения температуры, участвовал в разработке ряда моделей термометров. 
В 1960 году Тартаковский поступил в аспирантуру Всесоюзного научно-исследовательского института метрологии им. Д. И. Менделеева (ВНИИМ) по специальности «Тепловые и температурные измерения». По окончании аспирантуры в 1964 году начал работать во ВНИИМ младшим научным сотрудником. За 9 лет работы прошёл путь до начальника отделения — заместителя директора института по науке. Под руководством Тартаковского и при его личном участии в институте были разработаны методы построения эталонов и образцовых средств измерения для параметров движения жидкости, создана метрологическая база измерений гидрофизических полей и необходимые измерительные средства для исследований морской среды. Была создана единая методика метрологической оценки динамических измерений, которая использовалась при испытаниях ракетной техники. 
Во ВНИИМ Тартаковский работал около 20 лет. В 1978 году он возглавил кафедру «Измерения в технике связи» Ленинградского института связи имени М. А. Бонч-Бруевича. В середине 1980-х защитил докторскую диссертацию по техническим наукам. Как один из создателей отечественной школы метрологии гидрофизических измерений, работал в научных советах и комиссиях АН СССР, Государственного комитета по науке и технике СССР, Госстандарта СССР. 
Впоследствии преподавал в должности профессора Санкт-Петербургского государственного университета телекоммуникаций им. М. А. Бонч-Бруевича, был избран академиком общественной Метрологической академии России
Увлечение Д. Ф. Тартаковского — проза.

## Награды и звания
- Заслуженный деятель науки и техники РСФСР (1991)[1]
- Почётный радист СССР[1]
- Юбилейная медаль «300 лет Российскому флоту»[1]
- Награждён нагрудными знаками «Изобретатель СССР» и «За заслуги в стандартизации»[1]